# Takayuki Yoshida
Takayuki Yoshida (jap. 吉田 孝行 Yoshida Takayuki; ur. 14 marca 1977) – japoński piłkarz występujący na pozycji napastnika.

## Kariera klubowa
Od 1995 do 2013 roku występował w klubach Yokohama Flügels, Yokohama F. Marinos, Oita Trinita i Vissel Kobe.